# دومین جنگ شلسویگ
دومین جنگ شْلِسْویگ (به دانمارکی: 2. Slesvigske Krig؛ آلمانی: Deutsch-Dänischer Krieg) دومین برخورد نظامی دانمارک و شهریاران آلمانی به دنبال حل مسئله شلسویگ و هولشتاین بود. این جنگ در ۱ فوریه ۱۸۶۴ آغاز شد؛ زمانی که، نیروهای پروس از مرز شلسویگ-هولشتاین گذشتند.
در این رویداد پادشاهی پروس و امپراتوری اتریش با دانمارک وارد جنگ شدند. این جنگ نیز مانند جنگ اول شلسویگ (۱۸۴۸–۱۸۵۱) بر سر دوک‌نشین‌های شلسویگ و هولشتاین رخ داد؛ زیرا پادشاهی دانمارک دو ایالت آلمانی شلسویگ و هولشتاین را در تصرف خود داشت و پادشاهی پروس بارها به این مسئله اعتراض کرده‌بود. پادشاه دانمارک بدون جانشین مشخصی درگذشت و پادشاهی دانمارک با نقض پروتکل لندن، دوک‌نشین شلسویگ را جزئی از سرزمین دانمارک اعلام کرد.
در ۱۸۶۴، هنگامی‌که بیسمارک، صدراعظم پادشاه پروس بود، با کمک امپراتوری اتریش جنگ با دانمارک را شروع کرد.
این جنگ با انعقاد پیمان وین در ۳۰ اکتبر ۱۸۶۴ به پایان رسید. مطابق با این پیمان، حکمرانی دوک‌نشین‌های شلسویگ، هولشتاین و لاونبورگ به پادشاهی پروس و امپراتوری اتریش واگذار شد.
این آخرین لشکرکشی پیروزمندانه امپراتوری اتریش در تاریخش بود.
پس از تصرف شلسویگ و هلشتاین، در مورد چگونگی اداره این دو ایالت بین پروس و امپراتوری اتریش اختلاف افتاد. با امضای کنوانسیون گاشتاین در ۱۸۶۵، این مسئله با سپردن اداره هلشتاین به اتریش و شلسویگ به پروس به شکل موقت حل شد. در نهایت اختلاف بین پروس و اتریش موجب جنگ اتریش و پروس شد.